# Karl Gerhard Schmidt
Karl Gerhard Schmidt (* 27. Juli 1935 in München) ist ein deutscher Kunstmäzen und Bankier. Bekanntheit erlangte er als langjähriger Vorstand der Schmidtbank, die 2001 unterging.

## Leben und Wirken

### Jugend und Ausbildung
Karl Gerhard Schmidt wurde am 27. Juli 1935 in München als Sohn des Bankiers Wilhelm Schmidt geboren. Aufgewachsen ist er in Hof an der Saale. Nach dem Abitur am Jean-Paul-Gymnasium studierte er Betriebswirtschaft in Nürnberg und München, wo er – wie schon sein Vater – im dortigen Corps Franconia München aktiv war. Das Studium schloss er mit einer Promotion über das Thema Die Lage der nord- und ostbayerischen Grenzlandindustrie unter besonderer Berücksichtigung der finanziellen Probleme ab.

### Familie
Karl Gerhard Schmidt ist der Vater von Karl Matthäus Schmidt, dem Vorstandsvorsitzenden der Quirin Bank und Bruder des emeritierten Staatsrechtlers Reiner Schmidt.

### Tätigkeit als Bankier
Karl Gerhard Schmidt führte 39 Jahre lang die seit fünf Generationen in Familienhand befindliche Schmidtbank. Die Bank kam nach einer Phase erfolgreichen Wachstums Ende 2001 in finanzielle Schwierigkeiten und wurde durch eine Auffanggesellschaft verschiedener deutscher Banken übernommen und schließlich bis 2005 abgewickelt. Die Staatsanwaltschaft in Hof (Saale) erhob 2007 nach rund dreijährigen Ermittlungen Anklage gegen Schmidt, sie warf ihm Betrug in 232 Fällen und Untreue in Höhe von 31,5 Millionen Euro vor. Das Landgericht Hof verurteilte Karl Gerhard Schmidt am 22. August 2007 zu einer Haftstrafe von einem Jahr auf Bewährung. Das Gericht sah es nach zehnmonatiger Verhandlungsdauer als erwiesen an, dass sich Schmidt der Untreue zulasten der SchmidtBank schuldig gemacht hat. Vom Vorwurf des Betrugs sprach das Gericht den früheren Inhaber der SchmidtBank frei.
Als Bankier hat er sich um die Förderung der strukturschwachen Gebiete im Nordosten Bayerns, später auch im Osten Thüringens und Westen Sachsens verdient gemacht.

### Wirken als Kunstmäzen
Der Kunstmäzen Karl Gerhard Schmidt ist Inhaber des Verlags für moderne Kunst Nürnberg und 1. Vorsitzender des Instituts für moderne Kunst Nürnberg e. V. Darüber hinaus war er zeitweilig Vorsitzender der „Gesellschaft der Freunde von Bayreuth e. V.“ 2001 gründete er die Stiftung „Freunde von Bayreuth“, eine einflussreiche Vereinigung von Mäzenen der Bayreuther Festspiele. Außerdem ist er Gründungsmitglied der Deutschen Akademie für Kulinaristik. Schmidt ist zudem Ehrensenator der Akademie der Bildenden Künste Nürnberg.
Nachfolgeregelung für Wolfgang Wagner bei den Bayreuther Festspielen
Vor der Wahl einer neuen künstlerischen Leitung für die Bayreuther Festspiele nach der 57-jährigen Intendanz von Wolfgang Wagner am 1. September 2008 sorgte Schmidt für Desinformation gegenüber dem Deutschen Depeschendienst. Demnach hätte dem Stiftungsrat am Freitag, 29. August 2008, nur „ein Brief mit anderthalb Seiten“ von Nike Wagner und Gerard Mortier vorgelegen. Tatsächlich hätten Wagner und Mortier ihr Konzept aber auf sieben Seiten dargelegt und dieses sei bereits am Donnerstag zugestellt worden. Diese vermeintliche Nachlässigkeit der Bewerber wurde von den Medien als nachträgliche Begründung für ihre Ablehnung häufig aufgegriffen.

## Werke
- Die Lage der nord- und ostbayerischen Grenzlandindustrie unter besonderer Berücksichtigung der finanziellen Probleme. Universität München, Staatswissenschaftliche Fakultät, Dissertation vom 9. Oktober 1958, 239 S. mit Abb.
- Kunst aus Sachsen. Sammlung der SchmidtBank Chemnitz. Hrsg. von Karl Gerhard Schmidt, Verlag für Moderne Kunst, Nürnberg 1999, 300 S., ISBN 393309609X.
- 25 Jahre Betriebswirtschaftliches Forschungszentrum für Fragen der mittelständischen Wirtschaft e. V. (BF/M). In: Jörg Schlüchtermann (Hrsg.), Mittelstand im Fokus. Dt. Univ.-Verlag, Wiesbaden 2004, S. 429–434, ISBN 3-8244-8019-0.